# NGC 3380
NGC 3380 ist eine Balken-Spiralgalaxie vom Hubble-Typ SBa im Sternbild Kleiner Löwe am Nordsternhimmel. Sie ist schätzungsweise 70 Millionen Lichtjahre von der Milchstraße entfernt.
Das Objekt wurde am 11. April 1785 von dem deutsch-britischen Astronomen Wilhelm Herschel entdeckt.